# Stahl (schwedisches Adelsgeschlecht)

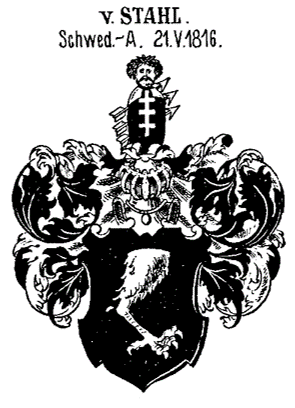
Wappen derer von Stahl (1816) in Siebmachers Wappenbuch

Stahl ist der Name eines erloschenen schwedischen Adelsgeschlechts.
Die Familie ist mit den solothurnischen vom Staal, den baltischen von Staal und den bürgerlichen Staal in Kassel und Zwolle wappenverwandt, eine Stammverwandtschaft ist nicht erwiesen. Mit den niederländischen van der Staal besteht weder Wappen- noch Stammverwandtschaft.

## Geschichte
Die Familie soll von der o. g. Schweizer Adelsfamilie vom Staal stammen, von der ein Mitglied in den 1520er Jahren als Waffenschmied nach Jönköping gekommen sein soll. Dieser Schmied Johann von Stahl soll von König Gustav I. Wasa das Gehöft Hyltan in der Gemeinde Rogberga im Landkreis Jönköping als Lehen erhalten haben.
Dessen Sohn Olof Johansson war Bauer in Hyltan und Inspektor am Göransberg in der Gemeinde Hakarp, Kreis Jönköping. Olofs Sohn Johan Olofsson Ståhl lebte ebenfalls in Hyltan und war wie sein Vater Inspektor in Göransberg. Johan Olofsson Ståhl war in erster Ehe mit Helena Tholander (1666–1692), Tochter des Inspektors Anders Bengtsson und der Brita Abrahamsdotter, verheiratet, sowie in zweiter Ehe ab 1692 mit Maria Limnelia, Tochter des Pfarrers im Pfarramt Ödestuga der Diözese Växjö, Nils Limnelius, und der Anna Roberg.
Ihr Sohn Olaus Johannis Ståhl (1686–1719) war Pfarrer in der Gemeinde Berga der Diözese Växjö. Er war verheiratet ab 1714 mit Ingjerd Regina Barck, Tochter des Pfarrers in Bankeryd-Pastoret der Diözese Växjö, Johannes Barck, und der Brita Broddsdotter Amberg. Ihr Sohn David Ståhl (1717–1789) war Pfarrer in Värnamo und Propst des Bezirks Östbo in Småland. Er war Präsident des Klerustreffens in Växjö im Jahr 1763 und in den Jahren 1765, 1769 und 1771 Vertreter des Reichstags für den Klerus im Kreis Jönköping. David Ståhl war ab 1757 verheiratet mit Elsa Christina Colliander (1740–1785), Tochter des Pfarrers in Alsheda, des Dekans des östlichen Bezirksamts, Peter Colliander, und Anna Sara Rogberg.
Ihr Sohn Samuel Ståhl (1775–1833), später „Stahl“, geadelt „von Stahl“, war Gouverneur des Landkreises Älvsborg und Bezirksvorsteher im südlichen Bezirk Gotlands. Im Jahr 1815 erhielt er die königliche Erlaubnis, sich aufgrund seiner Abstammung aus dem alten deutschen Adel „von Stahl“ zu nennen. 1816 wurde er zum Ritter geschlagen. Samuel Ståhl war ab 1797 mit Anna Hedvig Brink (1782–1857), Tochter des Assessors Sven Brink und der Johanna Brita Blomendahl, verheiratet. Sie hatten fünf Kinder:
- Sofia Carolina (1798–1869), verheiratet ab 1819 mit dem Kammerherrn Claes Gustaf Uggla (1789–1843).
- Sven August (1800–1836), Protokollsekretär; ab 1830 verheiratet mit Matilda Christina Wertmüller (1811–1857), Tochter des Kaufmanns und Brauers in Stockholm Gustaf Wertmüller und Christina Ulrika Hartmann. Ihre Kinder waren:
  - Edla Matilda Augusta (1831–1913), verheiratet ab 1858 mit Oberst Carl Gustaf von Ehrenheim (1830–1918).
  - Gertrud Sofia Josefina (1833–1891), unverheiratet.
  - Gustaf Samuel Emil (*/† 1835).
- Johan Vilhelm (1801–1830), unverheiratet, Leutnant und Kapitän.
- Samuel Herman (1802–1833), Leutnant; verheiratet ab 1831 mit Selma Fredrika Amalia Ortman (1802–1863), Tochter des Hofpredigers und Propsts Carl Fredrik Ortman und Anna Brita Brockman. Sie hatten eine Tochter namens Hilda Herminie Selma Sofie (1831–1884), verheiratet ab 1859 mit dem Bildhauer Carl Eneas Sjöstrand (1828–1906).
- David Emil (1806–1865), Generalkonsul, besaß Alt-Gaarz bei Güstrow in Mecklenburg und erhielt vom Großherzog von Mecklenburg die Erlaubnis, dieses Eigentum als Treuhandauftrag für die Familie zu halten. Später wurde ihm und seinen Nachkommen Langhagen in Mecklenburg gewährt, worauf er Mitglied des Mecklenburgischen Landtags und zum Ritter geschlagen wurde. Er schrieb sich daraufhin „von Stahl-Langhagen“. David Emil von Stahl war ab 1837 mit Carolina Elisabet Adelaide Willert (* 1820), Tochter des Hamburger Bankiers Martin Willert und der Louisa Brüning, verheiratet. Die Eheleute hatten zwei Kinder: Emil Edgar Fredrik (* 1848 in Hamburg) und Sofia Louisa Wilhelmina (* 1861 in Berlin).

1944 wurde das Geschlecht als ausgestorben notiert.

## Wappen
Blasonierung: In Schwarz eine silberne Adlerklaue an einem abgeschnittenem silbernen Fuß. Auf dem Helm mit schwarz-silbernen Decken ein schwarz gekleideter laubbekränzter Mannsrumpf mit silberner Halskrause, von drei silbernen Pfeilen durchbohrt.